# Beltinci
Beltinci (slovenska izgovarjava: [ˈBeltinci]; prekmursko: Böltinci, madžarsko Belatinc ali Belatincz, tudi Bellatinz nemško /Alt/Fellsdorf) so trško naselje sredi Dolinskega v Pomurju, katerega del je tudi Prekmurje, pokrajina v SV Sloveniji.
Hkrati so tudi središče občine Beltinci, v katero spada poleg Beltincev še sedem naselij: Bratonci, Dokležovje, Gančani, Ižakovci, Lipa, Lipovci in Melinci (s takšnilemi poudarki: Brátonci, Dokléžovje, Gánčani, Ížakovci, Lípa, Lipóvci, Melínci).

### Izvor krajevnega imena
Prvotno se je kraj imenoval Běletinъci, kar je množinski etnonim, tvorjen iz staroslovanskega osebnega imena Běletinъ, ki je ohranjeno v starosrbskem osebnem imenu Běletin in iz katerega je tvorjeno kajkavsko krajevno ime Beletinec. Ime torej prvotno pomeni prebivalce Beletinovega naselja. V starih listinah se krajevno ime prvič omenja leta 1322 kot Belethfalua, 1381 kot Belethafalua in 1402 kot Balatincz.
O krajevnem imenu kroži tudi legenda, po kateri je imel neki pastir v lasti izredno lepo kobilo, ki jo je klical Bela. Imel jo je tako v čislih, da je ni drgnil s "štriglom", ampak jo je vsakič česal z glavnikom. In po tej Beli se je vas začela imenovati Belotinci. Kasneje so črko o preprosto izpustili in je nastalo ime Beltinci.

### Položaj in gospodarstvo
Beltinci so središče Občine Beltinci. Skozi vas teče potok Črnec, pritok reke Ledave, ki ga obdajajo rodovitne peščine.
Beltinci ležijo ob glavni cesti št. 3 Murska Sobota - Lendava. Od Sobote so oddaljeni 8 km JV in nedaleč od nedavno zgrajene sodobne avtoceste št. A5 Koper-Ljubljana-Maribor-Murska Sobota-Dolga vas-Budimpešta. Razne obrtne dejavnosti, zaposlovanje v tovarnah v Murski Soboti in sodobno kmetijstvo so prispevale k rasti prebivalstva.

## Zgodovina

### J. P. pl. Thiele 1833
| Das Königreich Ungarn. Ein topografisch-historisch-statistisches Kundgemälde, das Ganze dieses Landes in mehr denn 12.400 Artikeln umfassend. (Nemški izvirnik).                                                                | Ogrsko kraljestvo. Topografsko-zgodovinko-statistična podoba, ki obsega te dežele v več kot 12.400 člankih. (Slovenski prevod) |
| --- | --- |
| BELLATINCZ, sl. Markst., und Hauptort einer gräfl. Csákyschen Herrsch. Rk. KP. 94 H. 714 meist rk. E. Vorterfflicher Feldbau, Grosses Scholss. Jahrmärkte. 2 M. von Alsó Lendva, nicht weit von der Gränze des Elsenburger Com. | BELTINCI, slovenski trg in glavno grofovsko mesto Čakijevega gospostva. Rimskokatoliška kaplanija, 94 hiš in 714 prebivalcev, večinoma katoličanov. Zemljišče primerno za poljedelstvo, obstaja velika graščina. Letni sejmi. Dve milji od Dolnje Lendave, nedaleč od meje z Železno županijo. |

### Leksikon Arcanum
| Magyarország leírása (madžarski izvirnik). | Opis Ogrske (Slovenski prevod) |
| --- | --- |
| BELLATINCZ. Népes Mező Város Szala Vármegyében, földes Ura Gróf Csáky Uraság, lakosai katolikusok, ’s többnyire tótok, az Uraságnak kastéllyával díszeskedik; határbéli földgyei termékenyek, és a’ természetnek sok javaival bővelkednek, első Osztálybéli. | BELTINCI. Obljuden kraj v okrožju Zala. Zemljiški gospod je posestnik Čaki. Njegovi prebivalci so katoličani in večinoma Slovenci. Njegovo gospostvo se ponaša z graščino; njena obmejna polja so rodovitna in bogata s številnimi naravnimi dobrinami prvega razreda. |

### Grad Beltinci
Sredi velikega parka stoji Beltinska graščina rodbine Banffyjeve. Prvotno zgradbo iz 13. stoletja je obdajalo obzidje s štirimi stolpi in vodnim jarkom. Sedanja graščina je razsežna enonadstropna zgradba s preprosto fasado in okroglimi ogelnimi stolpi iz 17. stoletja, ki jo obdaja park z izbranimi vrstami drevja.
Grad so napadali Turki, a opustošili so ga tudi Kruci 1708. Po njem so ropali tudi med prekucijo po Prvi svetovni vojni.
Ljudje se z naklonjonostjo spominjajo zadnje grajske gospodarice, ki je umrla leta 1977, Marije pl. Zichy. Celotna grofovska rodovina Zichy je veljala za delovno, skrbno, dobrodelno in pobožno, zlasti pa Marijina sestra Teodora, ki se je nalezla jetike od  ranjencev, ki jim je požrtvovalno stregla, a umrla je 1915 stara komaj 29 let.

### Katoliška cerkev svetega Ladislava
Cerkev sv. Ladislava je prvič omenjena 1669. Bila je lesena, pokrita s skodlami; na glavnem oltarju pa je bila slika Gospodovega vstajenja. Kot samostojna župnija Beltince omenjajo 1760. General Ladislav Ebergenyi je dal zgraditi 1742. v baročnem slogu zidano cerkev, ki je bila posvečena njegovemu zavetniku, ogrskemu kralju svetemu Ladislavu. Kralj Ladislav, ki je bil poljsko-ogrskega porekla, je z modrostjo in odločnostjo utrdil katoliško vero in razmajano kraljestvo, ki so ga pustošile zdrahe po smrti svetega Štefana; umrl je namreč brez potomcev, sledili so mu pa kar zapored samovoljni in nesposobni vladarji.
1890 so ji po Ferstlovih načrtih v neo-klasicističnem slogu na severni strani dozidali stransko ladjo, 1894 pa prizidali stransko kapelo Ave Marija, pod katero je grobnica grofovske družine Zičijev.
Cerkev ima čudovito pročelje, ki ga lepšata še vitka stolpa.

### Judovska sinagoga
V Beltincih je nekdaj stala tudi judovska sinagoga, ki je za takrat prisotno ortodoksno judovsko skupnost občasno premogla tudi lastnega rabina. Zgrajena je bila leta 1859, ko je bilo v Beltincih 50 Židov, in je kljub maloštevilnemu članstvu postala samostojna judovska občina, poleg Murske Sobote in Lendave. Njihovi otroci so obiskovali katoliško osnovno šolo, a rabin jih je poučeval hebrejščino in verouk. V tem času so današnjo Panonsko ulico po večini naseljevali Židje. Grofje Zichy so bili z njimi v dobrih odnosih; ljudje se še danes hvaležno spominjajo zadnje grajske gospodarice Marije, ki je pokopana v beltinški Cerkvi svetega Ladislava poleg svojih staršev in sester, ter je slovela po svoji dobrodelnosti. Podobno, kot njeni plemeniti predniki, je vseskozi ohranjala prijateljske stike tudi z židovsko skupnostjo.
Konec 19. stoletja je v Beltincih njihovo število naraščalo podobno, kot v sosednji Lendavi in je tu doseglo 150 članov. Zadnji rabi v Beltincih je bil Adolf Kaufmann (1850-1907), oče devetih otrok, čigar potomci – kar jih je preživelo holokavst, živijo danes na Madžarskem in v ZDA.
Ob svojem vrhuncu pa je bila židovska skupnost dokaj velika, saj je zajemala obširno področje in so ji pripadale vse okolišnje vasi: Bogojina, Dokležovje, Dobrovnik , Odranci, Ižakovci, Melinci, Lipa, Gančani, Bratonci, Lipovci, obe Polani, Turnišče, Renkovci, Hotiza in vse vasi Spodnjega Prekmurja. Po letu 1880 je skoraj sleherna vas dobila tudi lastno židovsko pokopališče.
Njihovo število je upadlo po nasilni komunistični prekuciji, ki je izbruhnila po Prvi svetovni vojni – in je bila povezana z ropanjem trgovin, gradov in cerkva, ter vznemirjanjem njihovih lastnikov. Tako so mnogi Židje pobegnili, da so si rešili golo življenje. Maloštevnilni preostali niso več uporabljali in vzdrževali shodnice, ki je začela propadati ter se je leta 1937 podrla.
Horthyjeva oblast, pod katero je Prekmurje zopet prišlo med Drugo svetovno vojno, Judov ni preganjala. Ko pa so zavladali Hitlerjevi nacisti z državnim udarom tudi na Madžarskem, se je začelo kruto preganjanje: 26. aprila 1944 so vse Jude iz naselja in okolice spravili v staro šolo, in jih naslednjega dne deportirali v uničevalno taborišče Auschwitz, od koder se ni nihče vrnil.
V Beltincih je bilo tudi posebno židovsko pokopališče, kjer je bil zadnji pogreb opravljen leta 1943. Za pokopališčem je čas zabrisal sledi; na židovskem pokopališču v Dolgi vasi pa je postavljena spominska plošča z napisom: »V spomin na pokopane Žide na pokopališču v Beltincih«. Znanih je pravzaprav dvoje pokopališč: staro in novo. Prvo je bilo opuščeno že davno pred Prvo svetovno vojno. Z novega pa so leta 1970 odstranili vse spomenike ter prostor spremenili v travnik in gradbišče.

## Prebivalstvo
Po popisu iz leta 2001 je bila slovenščina materni jezik 7974 (96,6%) prebivalcem, romščina (oz. ciganščina) 73 (0,9)%, srbohrvaščina 49 (0,6%), a za 107 oseb (1,3)% ni znano.
Glede vere se je opredelilo 7307 ali 88,5% prebivalcev kot katoličani, 57 ali 0,7% kot evangeličani, 92 ali 1,1% kot brezverci; 9,7% se glede veroizpovedi ni opredelilo.

### Šport
- Nogometno društvo Beltinci

### Znane osebe
- Tadej Apatič, nogometaš
- Ivan Baša, pisatelj in politik
- Jožef Baša Miroslav, pesnik
- Jožef Marko Dravec, pisatelj
- Adam Ivanoci, dekan in županijski sodnik
- Dani Kavaš, slikar, stripar, glasbenik, aktivist
- Jožef Kavaš, kolesar in prvi župan občine Beltinci
- Peter Kolar, pisatelj
- Mihael Kregar, župan Pešte
- Peter Kregar, okrajni glavar
- Milan Kreslin, glasbenik
- Vlado Kreslin, slovenski pevec in član Beltinške bande
- Števan Kühar, politik
- Dejan Nemec, nogometaš
- Vilko Novak, pisatelj, prevajalec, zgodovinar, slavist
- Štefan Pauli, (Števan Pavel) domnevni pisatelj
- Vlado Poredoš, glasbenik in član skupine Orlek
- Jožef Pustaj, (Jožef Pozderec) pisatelj
- Ivan Škafar, zgodovinar
- Vinko Škafar, redovnik, teolog, publicist
- Tadeja Ternar, miss Slovenije 2007, 2008
- Avgust pl. Zichy, politik (upravnik Reke), pisatelj, pesnik, pravnik, potopisec, raziskovalec, zaupni dvorni notranji svetnik, patron cerkve v Beltincih (1852 – 1925)
- Marija pl. Zichy, zadnja lastnica Beltinske graščine († 1977)
- Teodora pl. Zichy, ustanoviteljica redovne družbe za pomoč ranjence

Glej tudi: Seznam osebnosti iz Občine Beltinci

## Stare razglednice
- Narodna noša iz Beltincev. Fotografiral Bálint Bellosics (=Valentin Belošič) 1868.
- Barvna litografija predstavlja središče trga iz 1899 z napisom: »Üdvözlet Bellatinczről!« („Pozdrav iz Beltinec”).
- Barvna litografija predstavlja hotel »Zvezda« iz 1900 z napisom: »Üdvözlet Bellatinczről!” („Pozdrav iz Beltinec”.
- Barvna litografija predstavlja Cerkev sv. Ladislava v Beltincih iz leta 1905 z napisom: »Üdvözlet Bellatinczről!” Templom külsője („Pozdrav iz Beltinec”  - Zunanjost cerkve).
- Barvna litografija predstavlja Cerkev sv. Ladislava v Beltincih iz leta 1905 z napisom: »Üdvözlet Bellatinczről!” Templom Bal oldal („Pozdrav iz Beltinec”  - Leva stran cerkve).
- Črno-bela fotografija predstavlja Hotel »Zvezda« v Beltincih iz leta 1928.
- Rjavo-barvna fotografija predstavlja Cerkev sv. Ladislava v Beltincih iz leta 1942, z desne strani in s kipom sv. Teodorja.